# Kroschke Gruppe
Die Kroschke Gruppe mit Sitz in Ahrensburg bei Hamburg ist ein deutscher Dienstleister um die Kfz-Zulassung und Kfz-naher Dienstleistungen. Zur Unternehmensgruppe gehören die Christoph Kroschke GmbH, die DAD Deutscher Auto Dienst GmbH, sowie die DKT Deutsche Kennzeichen Technik. Die Kroschke Stiftung für Kinder wurde 1993 von den Gründern der Kroschke Gruppe ins Leben gerufen und wird von diesen unterstützt.
Für die Unternehmensgruppe arbeiten rund 1.000 Mitarbeiter an mehr als 400 Filialen und 60 Zulassungsdiensten in Deutschland. Mehr als sechs Millionen Kennzeichen werden jährlich geprägt und über 500.000 Fahrzeuge werden jedes Jahr zugelassen. Die Kroschke Gruppe konzentriert sich zudem auf die Digitalisierung des Zulassungswesens. Die Kroschke Gruppe erzielt einen Jahresumsatz von durchschnittlich 120 Mio. EUR (Stand 2018).

## Geschichte

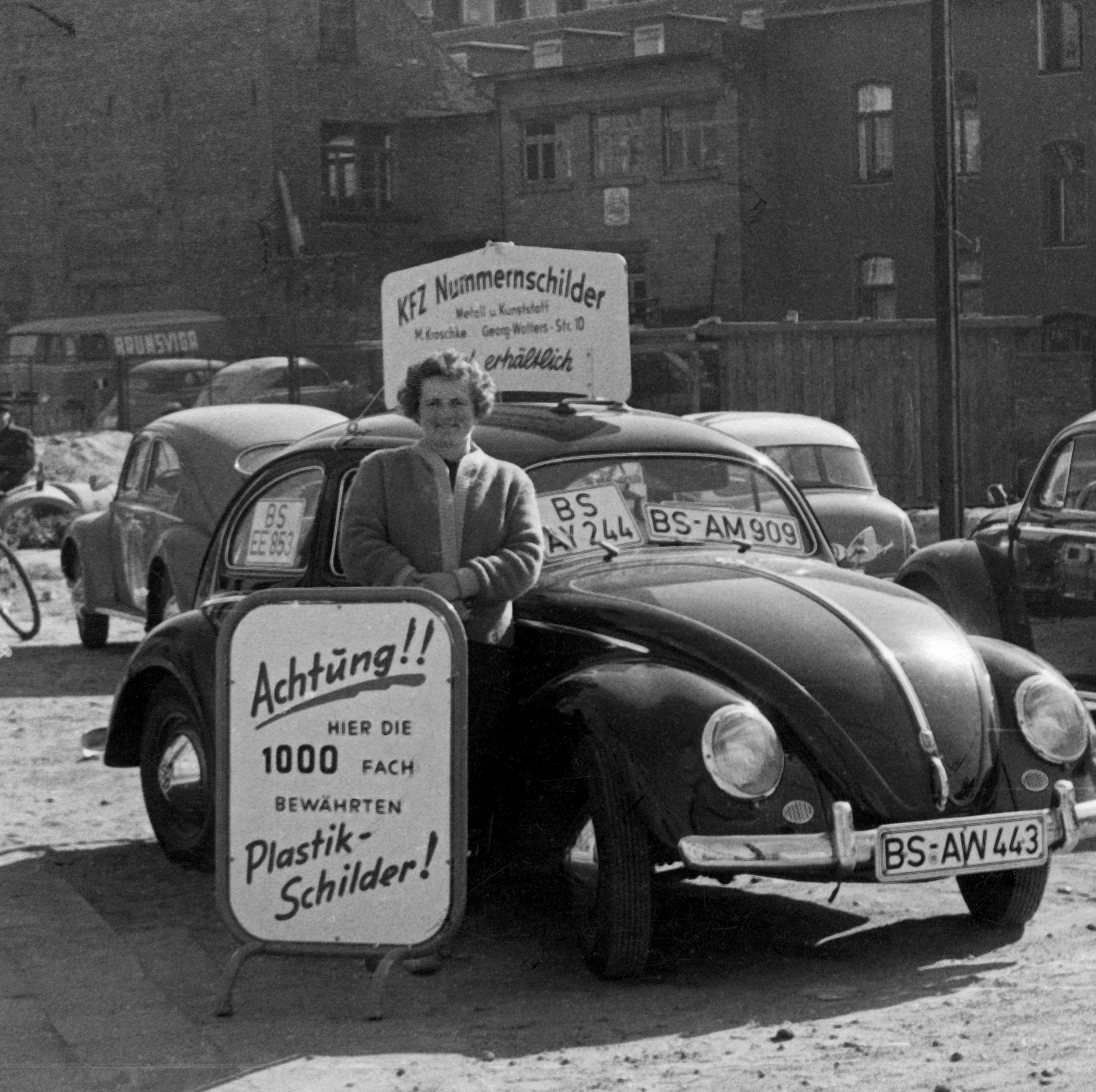
Anfangstage 1957: Elfriede Kroschke verkauft Kennzeichenschilder aus dem VW Käfer heraus.

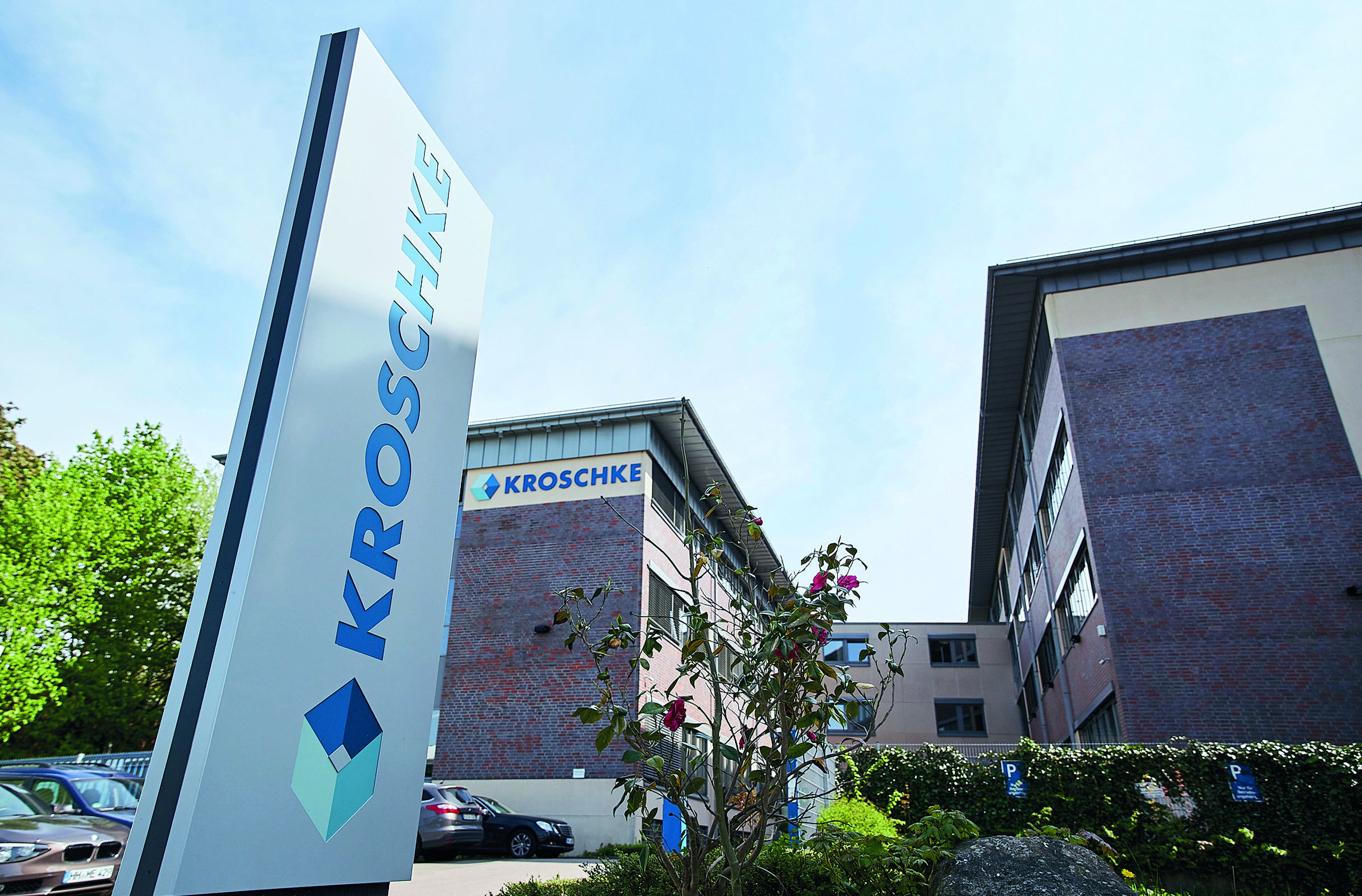
Unternehmenszentrale der Kroschke Gruppe in Ahrensburg

1957 machte sich das Ehepaar Elfriede und Martin Kroschke mit dem Prägen von Autokennzeichen selbstständig. In einem kleinen Kellerraum in Braunschweig prägte Kroschke die Kennzeichen, deren Bestellungen seine Ehefrau zuvor aus einem VW Käfer vor der Zulassungsstelle heraus entgegengenommen hatte.
1962 wurde das erste Ladengeschäft eröffnet, und die ersten Mitarbeiter wurden eingestellt. Neben Autokennzeichen wurden Schilder aller Art verkauft. Der ältere Sohn Klaus trat 1969 in den Betrieb ein. Er kümmerte sich vor allem um die Erweiterungen der Verkehrs- und Arbeitssicherheitskennzeichen, des Werbesiebdrucks sowie der gravierten und geprägten Schilder. Christoph Kroschke, der jüngere Sohn, der 1974 in das Unternehmen eintrat, nahm sich des Aufbaus der Filialorganisation an. In Essen, Stuttgart und Dortmund wurden die ersten Prägefilialen eröffnet, weitere folgten. 1987 gab es bereits 100 Kroschke-Filialen.
- 1990 wurde die Auto-Service-Park GmbH gegründet. Das Unternehmen entwickelt und baut unter einem Dach kommunale Servicezentren für Zulassungsstellen und weiteren Dienstleistern rund ums Fahrzeug.
- 1993 riefen Klaus und Christoph Kroschke die gemeinnützige Kroschke Stiftung für Kinder ins Leben, die 2014 in Kroschke Kinderstiftung umbenannt wurde.[4]
- 1995 erfolgte die Realteilung der bisherigen Unternehmensgruppe. Die Kroschke Gruppe von Christoph Kroschke zieht nach Ahrensburg in Schleswig-Holstein.[1] Klaus Kroschke legte in Braunschweig den Grundstein für die Klaus Kroschke Holding.
- 1998 gründete Christoph Kroschke die DAD Deutscher Auto Dienst GmbH (heute Kroschke Deutschland GmbH).
- 2004 zog die Kroschke Gruppe innerhalb Ahrensburgs um in die neu gebaute Unternehmenszentrale.
- 2009 erfolgten die ersten strategischen Beteiligungen an externen Partnerunternehmen.
- 2012 wurde Christoph Kroschkes ältester Sohn Philipp Geschäftsführer der Kroschke Gruppe.
- 2017 folgte Felix Kroschke seinem Bruder Philipp in die Geschäftsführung. Damit legte Christoph Kroschke die Führung der Unternehmensgruppe komplett in die Hände seiner Söhne. Im selben Jahr wuchs die Kroschke Gruppe um die DKT Deutsche Kennzeichen Technik GmbH, die für den internationalen Markt Zulassungs-, Verkehrsführungs- und Verkehrsüberwachungssysteme entwickelt.

2019 verhängte das Bundeskartellamt Bußgelder gegen die Christoph Kroschke GmbH und andere deutsche Schilderpräger (z. B. Tönnjes Holding AG) wegen wettbewerbswidriger Praktiken beim Verkauf von Kfz-Kennzeichen.
Die dritte Familiengeneration trieb die Digitalisierung der Kroschke Gruppe voran. Mit ON wurde eine Digitalplattform entwickelt, die Autohäusern eine zentrale webbasierte Plattform für sämtliche Prozesse im Zulassungswesen anbietet.
Mit Ready2Drive entstand für Fahrzeugkäufer die Lösung der digitalen Zulassung und Fahrzeugüberführung bis vor die eigene Haustür.
Auch die Plattform carTRUST wurde von der Kroschke Gruppe entwickelt und soll in der Zukunft die Zulassungen ohne analoge Dokumente ermöglichen, da alle erforderlichen Nachweise am Fahrzeug digital erfolgen können.
Die Kroschke Gruppe überstand die Corona-Pandemie ohne betriebsbedingte Kündigungen und wurde Ende 2020 mit dem Siegel „Beste Jobs mit Zukunft“ ausgezeichnet. Somit zählt Kroschke zu den sichersten Arbeitgebern Deutschlands.

## Dienstleistungen

### Christoph Kroschke GmbH
- Online-Zulassung
- Kfz-Zulassungen und Zulassungsdienst
- Kurzzeit- und Zollversicherungen
- Kfz-Kennzeichen
- Fahrzeugüberführungen
- Analyse- und Beratungsangebote

### Kroschke Deutschland GmbH (vormals DAD Deutscher Auto Dienst GmbH)
- Digitale Lösungen für das Flottenmanagement, für OEMs, für Leasinganbieter, Autovermieter, Neu- und Gebrauchtwagenplattformen
- Digitale Lösungen für Banken und Versicherungen im Automotive-Segment
- Informations- und Dokumentenmanagement
- Fahrzeugein- und -aussteuerung
- Fahrzeuglogistik
- Europaweite Zulassung
- Versicherungskennzeichen
- Sicherungsscheinmanagement
- Treuhandverwaltung

### DKT Deutsche Kennzeichen Technik GmbH
- Zulassungs-, Verkehrsführungs- und Verkehrsüberwachungssysteme
- Fertigungslinien für Kennzeichenrohlinge
- Kundenspezifische Lösungen in den Bereichen Kennzeichen, sichere und innovative Zulassungssysteme sowie moderne Fertigungslösungen

## Belege
1. 1 2  Christoph Kroschke Holding GmbH & Co. KG, Ahrensburg. In: North Data. North Data GmbH, Hamburg, 31. Dezember 2020, abgerufen am 12. Februar 2023.
2. ↑  Institution | Kroschke Kinderstiftung -. In: miz.org. Deutscher Musikrat gGmbH, 25. März 2025, abgerufen am 7. April 2025: „Kroschke Kinderstiftung...Gegründet 1993.“
3. ↑  Vita: Der Eisverkäufer und Manager der Nummernschilder, handelsblatt.com, 12. April 2008, abgerufen am 3. April 2020
4. ↑  Die Stiftung, auf kinderstiftung.de, abgerufen am 3. April 2022
5. ↑  Bundeskartellamt - Homepage - Bußgelder gegen deutsche Schilderpräger wegen wettbewerbswidriger Praktiken beim Verkauf von Kfz-Kennzeichen. Abgerufen am 12. Februar 2023.
6. ↑  Harald Klix: Kroschke-Gruppe bekommt neue Führungsspitze. 23. Januar 2017, abgerufen am 22. Juni 2023 (deutsch).

Koordinaten: 53° 40′ 3,8″ N, 10° 14′ 1,8″ O